# Пьяве
Пья́ве (итал. Piave) — река в северной Италии, в области Венеция.

## География
Длина реки составляет 220 км, площадь бассейна — 4100 км². Средний расход воды в нижнем течении 120 м³/с. Исток реки находится в Карнийских Альпах, на склонах горы Перальба, около границы с Австрией. 
В верхнем течении река горная, течёт по глубокой долине, а в низовье — равнинная. Впадает в Венецианский залив Адриатического моря около Кортеллаццо, к северо-востоку от города Венеция.
Питание реки — снегово-дождевое, весной и осенью — паводковое. На самой реке и на её притоках построены гидроэлектростанции (Соверцене, Фадальто, Пьеве-ди-Кадоре и др.), воды реки используют для ирригационных нужд.
До начала XIV века устье реки находилось южнее современного местоположения. Постепенно оно смещалось, а после катастрофического наводнения 1683 года устье Пьяве приняло современные контуры.
На реке Пьяве расположены города Беллуно, Сан-Дона-ди-Пьяве.

## История
- В 1809 году, во время Наполеоновских войн, около реки произошло сражение между франко-итальянскими и австрийскими войсками.

Сражения Первой мировой войны
- 24 октября — 9 ноября 1917 года в районе реки происходила битва при Капоретто между итальянскими войсками и австро-венгерскими войсками, совместно с германской армией, закончившаяся победой последних.
- 15—23 июня 1918 года произошла битва на Пьяве[2] между англо-франко-итальянскими и австро-венгерскими войсками, закончившаяся поражением австро-венгерской армии.
- 25 октября — 3 ноября 1918 года на реке состоялось битва при Витторио-Венето, закончившаяся капитуляцией австро-венгерской армии.